# Perreux, Loire
Perreux là một xã trong tỉnh Loire miền trung nước Pháp.